# EDEN 〜It's an Endless World!〜
『EDEN 〜It's an Endless World!〜』（エデン イッツ・アン・エンドレス・ワールド）は、遠藤浩輝による日本のSF漫画作品。講談社『月刊アフタヌーン』にて1997年11月号より連載され、2008年8月号にて完結している。作者の初連載作品であり代表作。単行本は全18巻。
ウイルスの大流行が起こり、帝国主義的な巨大政権が世界を握る近未来を舞台に、麻薬カルテルのボスを父親に持つ少年、エリヤの死闘と成長を描く。第1話のみエリヤの父、エノアの少年時代の物語となっており、第2話以降でエリヤの物語となる構成が取られている。作者のインタビューによれば、当初の構想では第1話のみの独立した短編作品であった（雑草社『コミック・ファン』第06号より）。

## あらすじ
クロージャー・ウイルスの大流行によって人類が危機に直面した世界。少年エノアと少女ハナはウイルスによる病魔に冒された末期状態の科学者と共に、3人で暮らしていた。世界はもう、自分たちだけだと思っていた。
ある日、エノア達の住む地へ数機の軍用ヘリが降り立つ。原父（プロパテール）を名乗る彼らはエノア達と暮らす科学者を連れ去ろうとするが、エノアはロボットのケルビムにて応戦し、その圧倒的破壊力で勝利する。
彼らの襲撃により“世界はまだ終わっていない”ことを知ったエノア達は、科学者の死後、2人で生きていくことを選択する。
20年後、原父は国際連合に代わって世界中の国家を統治するようになり、原父連邦と呼ばれる巨大政権を構築。しかし経済格差や民族間の差別、そのことが原因による犯罪や殺し合いといった問題は未だ解決出来ずにいた。エノアは南米の麻薬カルテルのボスとなり一時は原父に協力するが、原父連邦の陰謀を知ってからは、敵対する立場となり、ハナと彼らの娘であるマナは、原父連邦に人質にされる。
エノアとハナの息子、エリヤは南米にいた。ケルビムと2人で旅を続けるエリヤだったが、ひょんなことから子供の死体を見つけ、その肋骨に縛り付けられていたデータディスクを手にする。
死体を埋葬したエリヤは、翌朝、死体の秘密を知る傭兵組織・ノマドに襲われ、ディスクのありかを問いただされる。しかし、原父連邦と対立する彼らは、この先の原父連邦による占領地帯を共に切り抜けるため、同じく原父連邦と対立する父を持つエリヤと協力することとなる。
原父連邦軍の投入するアイオーンと呼ばれる半不死身の兵や最新鋭の兵器に対し、死闘を繰り広げ、何とか原父連邦の勢力外へ脱出することができたエリヤは、南米最大のマフィアのボスとなった父エノアの右腕であるトニーや左腕であるニッコーと再会し、物語は次第に語られなかった20年間を明らかにしていく。
原父連邦とは何か、クロージャー・ウイルスの秘密とは、エリヤの拾ったディスクの中身とは、そして父エノアと原父連邦の関係とは？母ハナと妹マナを原父連邦から取り戻すため、エリヤの戦いが始まった。

## 登場人物

### 主な登場人物
エリヤ・バラード
父エノアと母ハナの息子であり、本作品の主人公。南米最大の麻薬カルテルのボスを父に持ち、そのことで疎まれることもある。作品当初は15歳。10巻以降は19歳の青年として登場する。原父連邦から家族ごと拉致されかかったところを一人だけ逃げ出すことに成功し、原父連邦外へ脱出しようとする。その途中で偶然とあるディスクを入手するところから本編が始まる。ケンジやソフィアらノマド（国際的ゲリラ組織）との旅や原父連邦との戦い、その後のマフィアとの争いや背後に見え隠れする原父連邦の影、原父連邦からの母と妹の奪還作戦を経て、世界の理不尽さを経験し、強く、そして冷徹な大人に成長していく。
エンノイア・バラード（エノア）
エリヤの父親で、もう一人の主人公。南米最大の麻薬カルテルのボス。かつてエノアの父（エリヤの祖父）が原父連邦の創設メンバーだったことから、原父連邦に歩み寄り、ペルーのリマにある組織拠点をトニー・アイモアに預けてコロンビアのボゴタに移る。しかし、長女のジナを殺されたテロをきっかけに原父連邦と敵対関係となり、妻のハナ、次女のマナをさらわれてしまう。地下に潜った彼は、家族のため、組織のため、原父連邦に一矢報いるべくノマドと共闘している。
序章の主人公であり、少年期を米領バージン諸島の研究施設跡にて、モーリス・レイン、ハナ・メイオール（当時の姓）とひっそりと暮らしていた。施設の地下倉庫で眠っていた軍用A・I「ケルビム」を自力で修復するなど、並々ならぬ行動力を発揮していたが、彼らの前に国連軍の一団が現れた日をきっかけに、彼の運命が大きく動き始める。生まれつきクロージャーウイルスに対する耐性を持っていた。
「エンノイア」とはグノーシス主義においての「思考」「思念」を司る女神の名前である。
ケルビム
自律学習式のS・A（サブサンプション・アーキテクチャー）機能を持った第16世代の並列処理型A・Iロボット。元はイスラエルとM. I. T. の共同開発による軍事兵器で、その体躯は原父連邦のパワードスーツを楽々破壊するなど強力な戦闘能力を持つ。名前は『創世記』に出てくる半人半獣の天使「ケルブ」の複数形から取られている。エノアが少年時代に研究所の倉庫で朽ち果てていたのを見つけ、修復された。20年後の世界（本編）では、コロンビアにて一人原父連邦の手から逃れたエリヤと共に旅をし、ハナ・マナの奪還作戦でも活躍する。
ヘレナ・モントーヤ
コロンビアにあった村を焼かれ、山岳ゲリラに従軍していたインディオの売春婦。エリヤとノマド一団がアンデス山脈越えをしている際にゲリラのキャンプで助けられる。エリヤと共にアンデスを越えて連邦外へ脱出した後、リマ市内で偶然にもエリヤと再会、彼の周辺の出来事に深く関わっていくようになる。娼婦でありながらもプライドが高く、性病や暴力沙汰への対処に長けていることから、娼婦仲間にも一目置かれた存在。エリヤの初体験の女性で、15歳のエリヤは彼女に恋をしていた。
ミリアム・アローナ
ペルー警察の警察官。10歳の頃までイギリスに在住しており、S.A.S.（英陸軍空挺特殊部隊）の隊員だった父に強く憧れていたが、彼の殉職をきっかけに、ペルーのリマに移り住んだ。軍人を目指すも、色々あって警察官になり、わずか1年で刑事にまで昇進した。密かに恋心を寄せていた相棒レオナルド・ペッソアの死の謎を巡り、エリヤと行動を共にすることとなる。相棒の暗殺の裏には原父連邦の退役軍人、さらに原父連邦情報部までが絡んでいたため、予想もしない騒動に巻き込まれることになる。そんな中、エリヤとの重大な関わりを持つようになる。恋愛経験はあるものの24歳で処女、しかもファザコン。
マーヤ
世界を救うためにプログラムされた生命体。もともとは量子確率論を利用した人格プログラムだが、成長した人格をインストールする受け皿として、サイボーグ技術を結集して脳も人工的に作られた実体が存在する。男性体。世界救済の要。原父連邦のプレーローマ計画の要でもあり、その行動目的、造られた目的は謎に包まれている。

### ノマド
「遊牧民」を意味する国際武装集団。特定の民族、宗教、土地の一切を所有せず、軍事力を商品として世界各地にリゾーマー（「地下茎」の意）と呼ばれる戦闘員を派遣する。作中では、弾圧を受けた民族が独立と自決を挙げ、武力闘争を繰り返すうちに互いに連携し、世界的なネットワークを作っていった結果として出来上がった軍事組織として説明され、構成員は遊牧民や少数民族出身者が多いとされる。現在でいう民間軍事会社のような傭兵の派遣を本業とするが、他にも証券取引やマネー・トレーディング、麻薬の密造・密売などによって資金を得ているあたりは、アル・カーイダのネットワークが更に進化したものとも言える。原父連邦という共通の敵を持つエンノイアのカルテルと共闘することが多い。
ケンジ・アサイ（浅井健二）
ノマド（国際的ゲリラ組織）のメンバー。ナイフ使いの名人であり、カーン大佐によって超人的な体術と精神力、銃器や爆発物の扱いなど幅広い技術を持つ最強の戦士へと造りあげられた。常に目つきが鋭く、冷徹で冷淡な性格であるが、純粋で不器用な一面もあり、ソフィアに手玉に取られて翻弄されることもある。少年時代は日本の僻地で兄と共に暮らし、兄に対しては憧れと共に崇拝に近い念を抱いていたが、この兄を殺したのもまたカーン大佐であり、これが原因で時折発作的に情緒不安定に陥ることも。この作品中の数少ない日本人の一人。モデルは元ブランキー・ジェット・シティの浅井健一。
ソフィア・テオドレス
ノマドのメンバーで、少女型サイボーグの天才ハッカー。実年齢は41歳、IQ210。殺伐とした家庭環境で育ち生きている実感を持てなくなり、奇行と淫行に明け暮れる少女時代を過ごすが、数学とコンピュータの扱いに関しては超絶的な才能を発揮し、キール・シリンガーによってその能力を買われ、原父に身を置いていた。放埒な異性関係の中で全て父親の違う8人もの子供を産むが、36歳の時のとある体験をきっかけとして、脳と脊髄と内臓の一部を残して全身サイボーグ化、10歳の頃の自分の外見の義体に入った。その後サイボーグ化による訓練の結果、生きている実感を手に入れたためか性格は一変して慈愛に満ちたものとなり、8番目の息子カイルを見つけ出して母親として育てようとし、原父連邦からの脱出を試みる。しかしすぐにカイルを原父連邦に殺されてしまうが、その時に原父連邦から奪いだしたディスクがソフィアの脳にコピーされ、このデータがその後の物語の中核を担うようになる。
「ソフィア」とは元来「知恵」を意味する単語であるが、グノーシス主義においては叡智を司る最も重要な女性天使の名前でもある。
ナザルバイエフ・カーン
ノマドのメンバーであり、ケンジやソフィアらの一団のリーダー。「大佐」と呼ばれ、戦闘以外に生き甲斐を見いだすことのできない根っからの軍人。ケンジの戦闘能力の高さを買い、ノマドのメンバーに引き入れた（その際にケンジの兄を射殺している）。元はグルジアの軍人であったが、住んでいた村が民族浄化にあったのをきっかけに、故郷と信仰（イスラム教）を捨てている。
ワイクリフ
ノマドのメンバーで、カーンの部下。工作兵であり、トラップの専門家。中米で軍人をしていた。敵軍が彼の設置したトラップに感づき、付近にあった村の人々がそのトラップで虐殺され、その光景を目の当たりにするという苦い過去を持つ。
ロジー
アフリカ出身の少女で、ノマドのメンバー。オーストラリアでマナ・バラードの通わされていた学校に同級生として潜り込み、友達を装って彼女に接近していた。マナの奪還作戦発動と同時に彼女を連れてオーストラリア脱出を試みる。幼少時に反政府ゲリラによって拉致され、非道な「洗礼」を受けた後に、薬漬けにされた上で自らの手で家族を殺害させられ、少女兵士として略奪と転戦を繰り返していた。ノマドに拾われた後は、ケンジから戦闘教育を受ける。つらい経験からか乖離性健忘症を患っているが、ケンジを慕う姿だけは年頃の少女の面影をのぞかせる。
アンドレア
ノマドのメンバー。ソフィアの息子で、首筋に彼女に付けられた傷跡がある。
アミラ・アブドゥラ
アサイ・リュウイチに仕事を依頼したイスラム連合に所属する科学者を名乗る女性。正体はノマドのメンバーで、戦闘サイボーグ。

### カルテル
本来の意味は、カルテルを参照。エンノイア・バラードの組織した国際麻薬組織の通称。米領バージン諸島を脱出したエンノイアとハナがコロンビアにて難民として受け入れられた後、トニー・アイモアらと共にわずか20年足らずで急成長し、世界市場の40%をカバーするまでに至った。原父連邦が主に扱っているのがヘロインであるのに対し、カルテルでは主にコカインを扱っている。本編の12年前、カルテルは原父連邦と協力して、原父内のプロジェクト・プレーローマに協力し、カルテルからはニッコーオブライエンが原父側に派遣されていたが、ある事件を境に両者は決裂。原父はエンノイアの妻子であるハナとマナを誘拐し、一人逃げ延びたエリヤがコロンビアを脱出した後に、ペルーで行われるはずだった人質の取引も頓挫してしまった。以後、カルテルはノマドと協力し、原父連邦との対決色を濃くしていく。
トニー・アイモア
エンノイアの右腕。アフリカのマリ共和国出身の黒人男性で、カルテルの重鎮である。エンノイアの留守中、リマ市における組織の麻薬市場の一切を任されている。エリヤがアンデスを越えてペルーに逃げ込んだ際、カーン大佐らとも関わりを持つようになる。エリヤに衣食住と教育環境を提供していたが、後には彼自身の希望を受けてマフィアの英才教育を施す。
チャド・ウルスア
カルテルの幹部のインディオ系男性。主に諜報活動を担当しているようである。エリヤに何かと世話を焼く。過去に起こったとある事件をきっかけとして、マネーロンダラーの仲介でカルテルに引き合わされた。

### バラード家
ハナ・バラード（ハナ・メイオール）
エリヤの母親。マナと共にコロンビアの某空港にて原父連邦に拘束される。エンノイアの稼業を快く思っていないようで、旧姓の「メイオール」を好んで使用する。幼少をエンノイアと共にカリブの研究所跡で過ごし、そこで姉や家族、友人の全てをクロージャーウイルスで失っている。エンノイアと共にクロージャーウイルスに対する耐性を持っていた。
マナ・バラード
エリヤの妹。母のハナとともに原父連邦によって誘拐される。リマ空港での人質取引が失敗した後は、オーストラリアの学校に通わされている。体内に逃亡防止用のナノマシンを注入されており、兄のエリヤがいつか助けに来てくれると信じている。謎の少年マーヤが彼女へのアプローチを試みるが、その目的も真意も彼女は知る由もない。小難しい話が苦手だが、水泳が得意。
ジナ・バラード
エリヤの姉。家族と共にコロンビアへと移り住んでいたときに、カルテルの資金を持ち逃げした恋人ミゲルを父エノアに殺され、自暴自棄の念と父への当てつけからヘロイン中毒となっていた。症状を克服した後、その後猛勉強し医者を目指している最中、ボランティア活動をしていた教会にて爆破テロの犠牲になり死亡。テロは原父連邦と父エノアの確執が原因と考えられ、以来、母ハナはエノアに対して距離を置くこととなる。

### エリヤの仲間・協力者
ニッコー・オブライエン
アイルランド人。エンノイアの「左腕」。コンピューター分野に詳しく、人工生命の専門家。エンノイアが原父連邦と協力した際、原父連邦内のとあるプロジェクトに大きく貢献する。エンノイアが原父を裏切って後はエンノイアのカルテルからも距離を置き、妻と共にジャンク屋を営んでいる。エリヤがオーストラリアに渡った際には、自前のアイリッシュコミュニティーのコネクションを利用してエリヤをサポートする。民族的な立場からか、現役時代のトニーとは確執があったらしい。
ニッコー・オブライアンと表記されることもある。
リッキー
エリヤの友人。過去に兄を原父連邦に殺害されている。荒事にも力を貸す。
ネイザン・イブラヒム
トニーの甥。リッキーと同じく、荒事にも力を貸す。ケンカ専門。
楊（ヤン）・エドワルド
エリヤの友人。荒事にも力を貸す。コンピュータ機器の扱いに長けている。
ナオミ
売春婦。ヘレナに拾われ、娼館で働いている。後に、エリヤの協力者となる。楊にホレているらしい。
セシィ
マヌエラの娘。ヘレナの娼館で生活している。年齢の割りに大人びているが、マヌエラから愛情を受けきれていない所がある。
レティア・アレテイア
マーヤのコピーから生まれた別の生命体。名前は自ら名付けたもの。マーヤは原父連邦側により創られたが、レティアの実体は非連邦側であるエノアの組織が創った。脳は事故で死亡した少女の脳を初期化してサイボーグ体に搭載しており、身体も女性体である。マーヤの救いからこぼれ落ちた世界を救うために生まれたと自らの使命を語る。
ウェンディ・マッコール
ジョニー・プルサードを追ってペルーに来たP.U.P.O.（原父連邦警察）捜査課の女性。オーストラリア在住のアイリッシュ。ミリアムに同行するが、生真面目な性格のせいか彼女とはソリが合わない。そんな彼女もプライベートではレズビアンであり、ベトナム系女性の（変な料理をつくる）恋人がいる。
ジョナサン・ファインマン
元原父連邦の科学者。ユダヤ人。マナ奪還作戦のため、エリヤが協力を求める。医療用ナノマシン「レオ」の開発者で、プロジェクト「プレーローマ」の「三博士」であったが、今は原父連邦と距離を置き、隠遁生活をしている。彼の作ったナノマシンは、もう一つのプロジェクト「スペイド・ワーク」によって悪用され、暗殺用の兵器となったものがマナの肉体にも埋め込まれている。
ジョン・スキナー
英国ロンドン通信のジャーナリストで、ミリアム・アローナの叔父。原父連邦とペルー警察の両方から追われる身となったミリアムに助力を請われ、オーストラリアに来るが、そこで原父連邦の暗殺者に追われる。彼がロンドン通信を通じて暴露したプロジェクト「スペイドワーク」の情報が、リズ・デミリらを追いつめることとなる。

### 原父(プロパテール)
もとはとある研究者の一団であったらしいが、世界中で猛威を振るうクロージャーウイルスに十分な対処ができない国連ならびに先進各国の特権的体質に反発した勢力が独自に立ち上げた国際組織。活動末期の国連の下部組織であった。
北米、欧州（トルコなど東端を除く）に拠点を置く。2086年、ニューヨークの国連本部を武力制圧した原父は、北米とEUを拠点として原父連邦(グノーシア)の樹立を宣言。以後はWHOをはじめとした国連機関は原父連邦に引き継がれ、20年の間に多くの領土がこれに併合された。連邦領内は「グノーシア地帯」、領外は「アグノーシア地帯」と呼ばれることがある(ちなみに「グノーシア」は「智」、「アグノーシア」は「無智」という意味である)。主な領土は南米の北半分、中東の一部、アフリカ南部、東南アジア、オーストラリア、そして日本である。
クロージャーウイルス感染者への差別等を禁止する法整備を進めるなど多くの「正義」を実行してきたが、一方で生命倫理に反する生物兵器の研究、暗殺用ナノマシンの研究、大量破壊兵器の戦場での使用、麻薬（主にヘロイン）の密造などの裏の顔を持ち、なにより武力をちらつかせた強引な周辺国の併合などで連邦の内外を問わずにイメージが芳しくない。世界中にネットワークを持つエンノイアのカルテルと敵対しており、また、多くの教権を切り取られたバチカンも絶望的な抵抗を続けている。
キール・シリンガー
原父連邦の極秘プロジェクトのメンバーで、連邦政府にも大きな影響力がある。北米出身の中年男性、アングロサクソンの白人。若年時のソフィアの非凡な才能に目を付け、彼女を組織に誘い入れた。エリヤとノマド一団がアンデスからペルーに脱出する際、離反したソフィアからディスクデータを取り戻そうとするも、失敗。その後、原父連邦の議長にまで登りつめるが、ウイグルでのテロ事件をきっかけに失脚。その後、マナ・バラード救出作戦の途中で拘束されたソフィアと再会する。
リズ・デミリ
原父連邦情報部の部長。ハナとマナを拉致した張本人で、その後は両名の監視役を務め、エリヤとも幾度と無く対峙することとなる。原父とは初期の頃からの関わりを持っており、原父連邦の大きな裏の一面となったとあるプロジェクトに深く携わっていた。サイボーグであり、その戦闘力も高い。
リチャード・エルドリッチ
原父連邦の元オーストラリア海軍情報部の少佐だったが、退役してウィルヘイム社の幹部職へと天下っていた。しかしその実は、原父連邦情報部のために非公式の諜報活動や極秘任務をこなすエージェントであった。ウィルヘイム社の社員を使いプロジェクト「スペイドワーク」の研究を行い、またジョニー・プルサードやレオナルド・ペッソアを使って、ペルーの併合工作やカルテルへのスパイ活動を行い、またリマ警察の内部にも息のかかった者を配備していた。ペッソアが死の間際にニッコーに託した情報が元でペルー警察に包囲され、ペトラス・コーテによって消されてしまう。
ペトラス・コーテ
原父連邦情報部の戦闘要員。リズ・デミリの部下でアイオーンの細胞を移植された強化人間。。プロジェクト「スペイド・ワーク」の隠匿を狙い、何度もエリヤ達と対峙する。
ジョニー・プルサード
オーストラリア人の原父連邦情報部エージェント。ペルーでは「逃がし屋」としての仕事をしていた。レオナルド・ペッソアを暗殺する。後に自身の雇い主である原父連邦の海軍情報部エルドリッチ少佐（退役）に裏切られ、死亡する。
ミドル
原父連邦に雇われた暗殺者のサイボーグ三人組のリーダー。
アグリー
原父連邦のエージェントであるオカマ。マナの監視役。
カンテ・アゼベド
失脚したキール・シリンガーの後継として選出された原父連邦の議長。コンゴ出身で、住んでいた村を反政府ゲリラに襲撃されて家族を殺され、国連軍に救われる。欧州での養護生活の後、アフリカ連合安全保障理事長を歴任した。連邦議長に就任して早々、エンノイアとノマドの合同作戦によって拉致され、エンノイアからとある取引を持ちかけられる。元々この拉致はエンノイアの組織とノマドが同時に発動したマナ・バラード奪還計画と無関係ではなかったが、議長である彼自身に実質的な権限はほとんど無く、人質としての価値もなかった。このあたりは現在の国連事務総長の地位と類似していると言える。
ジョン・メイガス
原父連邦軍の中佐で、とある理由によりプレーローマ計画の協力者となった。月面基地の資源開発の指揮を執っていたが、地球規模の大災害とコロイドの猛威により予算が縮小され、地球に帰還する。原父連邦内の実力者であったが、キール・シリンガーに議長の座を譲って自分は左遷されたためか、彼に対して強い対抗意識を持っていたようである。

### オートメイター・ファミリー
原父連邦と繋がりを持ち、リマにおいてヘロインを扱いトニーの組織と対立するマフィア。ペドロが所属している。以前のボスはオートメイターだったが、現在はマルティネスが指揮を執っている。
ペドロ・オクタビオ
原父連邦と関わりのあるマフィアの一員。残虐非道だが、自分が売っているヘロインには心の底では憎しみを抱いている。自分を捨てた母親と同じくヘロイン中毒になった娼婦のマヌエラにひどく執心しているが、ヘレナによって彼女を娼館に引き抜かれてしまい、以後、ヘレナ達やエリヤ、さらには以前から縄張り争いをしていたエンノイアの麻薬カルテルとも本格的に対立を始める。
アラン・マルティネス
ペドロの現マフィアのボスで上司。トニーのカルテルと対立している。
オートメイター
ペドロのマフィア組織の元ボス。白人、中年女性。全身サイボーグで、不具者同然の姿であるが、未だにマフィアのメンバーに強い影響力を持つ。ペドロ・オクタビオの入団時のボスで、ペドロの能力を早くから見いだし、彼を出世させた。ペドロを殺害する決意を固めたエリヤに、ペドロの過去を話し、助言を与える。エリヤの計画にも協力し、ペドロに大口の麻薬取引を持ちかけて彼のとある行動を誘発する。
バーニィ
オートメイターの側近で、エリヤの軍事教練の教官となる。自身もエリヤの実作戦をサポートすることも。
イーニー
オートメイターの側近で、外見は若い女性。
エミリオ・ソーサ
ペルー通産省の役人。ペドロのボスであるマルティネスのためにヘロインを密輸しているという裏の顔を持つ。実は別の本名がある。

### イスラム連合
原父連邦に対抗して組織されたイスラム国家の連合。しかし、現在の状況と同じく、多くの宗派と民族を内包している為に、その統制はいまひとつである。ウイグル人のマリハン・イサクが中国ウイグル自治区でテロを起こした際も、戦力とノウハウの不足を補うためか蜂起メンバーの中に多数のトルコ系キルギス族が混ざっており、原父連邦軍の突入によって両者はあっさりと分裂してしまった。やはり現在のイスラエルはこの連合には含まれておらず、紛争は依然継続しているようであるが、本編における描写はない。
マリハン・イサク
中国のウイグル自治区で武装蜂起を起こし、油田採掘場を占拠したウィグル族の女傑。敬虔なムスリムであり強烈な民族意識を持つ。ウィグル自治区の悲惨な現状を全世界に訴えるために蜂起を起こしたが、恋人のハリル・ハサンがトルコ系のイスラム原理主義テロリストであったことから、原父連邦に武力介入の口実を与えてしまう。戦線が崩壊しかけたところを、蜂起メンバー内に潜伏していたケンジに救われる。恋人のハリルを失いながらも現場からの脱出に成功する。
ハリル・ハサン
ウイグル自治区油田採掘場占拠事件の実行犯で、マリハン・イサクの恋人。マリハンを英雄であると同時に女性として扱う一面も見せる。
アクラム
ウイグル自治区油田採掘場占拠事件の実行犯で、トルコ系キルギス族のリーダー的な男。作戦ではかなり緊迫しており、マリハンの指示に従わず、最終的には人質達を容赦なく殺害するなどした。
イエスィム・カパザン
東トルキスタン独立戦線のメンバー。中国・天南百貨店にて爆弾テロを行おうとする。

### 「コロイド」の研究者
ケイト・ミシマ
分子生物学専門家の若い女性。オーストラリアのコロイド研究施設に勤め、父親が原父連邦の重役らしい。ラヴィの元患者であったディスクロージャーウイルス末期患者ドナルド・メンデスとの「対話」に成功したのをきっかけとして、持ち前の好奇心と発想力を武器にディスクロージャーウイルスの解明を試みる。その最中、ウイルスとコロイドが引き起こす数々の怪異に遭遇する。
ラヴィ・シヴァン
インドのカシミール地方出身の臨床医。ケイト・ミシマと行動を共にし、コロイドの秘密に迫る。一方で、コロイドに脅威にさらされつつある故郷に戻らなくてはならないとも考えている。

### その他の登場人物
クリス・バラード
エノア（エンノイア・バラード）の父親。ケルト系スコティッシュのアメリカ人。カリブ海の米領バージン諸島にあった研究所（隔離施設）にて家族と暮らしていた国連軍将校。妻リンダがイスラム過激派に拘束された事件をきっかけに、黎明期の原父（プロパテール）との関わりを持ち、国連軍の情報を漏らすようになる。クロージャーウイルス感染爆発の原因を米政府に追及しようとして研究所をあとにするが、モーリス・レインの裏切りに遭い、逆に米当局に拘束される。その後、原父によって救出された後、クロージャーウイルスに侵されたサイボーグ姿となってエノア達の前に姿を現す。
リンダ・オーリク
クリス・バラードの妻。夫のクリスが米国に拘束された後に、カリブ海の隔離施設にておそらくクロージャーウイルスで死亡した模様。
モーリス・レイン
クリスの幼なじみで、同じく研究所で暮らしていた研究員。同性愛者であり、少年の頃からクリスに好意を抱いていたが、妻子ある身となったクリスに対してはそれ以上の嫉妬を抱いていた。ケルビムの暴走によって隔離状態を維持できなくなった研究所内で、エノアとハナの免疫グロブリンを利用して生き延びていた唯一の大人であり、2人の親代わりとなっていた。
カチュア
エリヤとノマドがアンデス山脈越えをしている際にゲリラのキャンプで助けた少女。コカインを栽培し、ゲリラが統治しているインディオの村の出身。ヘレナと共にアンデス山脈を越えて原父連邦外に脱出しようとする。
リュウイチ・アサイ
ケンジの兄。日本の地で幼くして両親と生き別れ、仲間と共に闇商売を営んでいた。ケンジと共に生まれつきクロージャーウイルスへの耐性を持っていた。幼かったケンジにとっては絶対的な尊崇の対象であったが、ノマドによる原父の研究施設を狙った仕事を引き受けたことから仲間を全員殺害され、自らもカーンに射殺された。
アル・ハキーム
フリーの雇われテロリスト。トニーに雇われ、空港でのハナとマナの救出作戦に狙撃手として参加する。
リコ・パルモドア
リマ市警の刑事。エリヤが空港でハナとマナの救出作戦を実行した現場に居合わせ、大規模な戦闘に巻き込まれる。相棒のアディ失い、警察に拘束されたエリヤに制裁を行う。その後、ペドロ・オクタビオを検挙するための作戦の最中、エリヤと再会。その後、ペドロとエリヤの引き起こす騒動に翻弄される。ペドロとは、幼少時代からの知り合い。
マヌエラ・エレノア
ペドロ・オクタビオの恋人。ペドロの元で働いていた娼婦だが、ある期を境にヘレナに引き抜かれ、娼館「ララ・メンテ」で働くようになる。幼い娘セシィと共に暮らしており、重度のヘロイン中毒者でもある。ヘロイン欲しさに、自分の息子を人身売買にかけてしまったことがある。彼女の境遇に同情したエリヤが彼女をリハビリ施設に入れるが、これが思わぬ事態を引き起こすことに。
ステラ・アルメイダ
フリーの雇われテロリスト。全身をサイボーグ化している。殺人を楽しむ冷酷な性格の持ち主。
レオナルド・ペッソア
リマ市警 特務科の警部補。ミリアム・アローナの相棒であり、彼女の好意にも気付いていた。原父連邦の情報部のエージェントで、ペルーを原父連邦に加盟させるために暗躍するスパイの一人だったが、ある期を境にエンノイアのカルテルに情報を流す3重スパイとなっていた。ペルーの原父連邦加入が決まったとたんに用済みとなり、原父連邦のジョニー・プルサードによって消されてしまう。しかしこの時、原父連邦のとあるプロジェクトに関わる機密資料と、エンノイアのカルテルが知りたがっていた重大な情報を暗号化してニッコーに託していた。このことが原因で、ミリアム・アローナとエリヤが出会い、物語が新たな展開へと動き出す。
ヒカルド・ラッソー
殺し屋。ジョニー・プルサードの依頼によりレオナルド・ペッソアを殺害する。その後警察に逮捕されるが、彼がペッソアを殺害する際に起こした「ある行動」が原因でエリヤに射殺される。
ジェイソン・李（ジェイソン・リー）
ソフィアと同じく、子供型サイボーグのハッカー。フリーの非合法活動を生業としている。かつて原父連邦での仕事内でソフィアとの肉体関係を持ったことがあり、その時に生まれた娘のイルマ・小蘭・李とともに行動している。エリヤ達が原父連邦からマナを奪還しようとした際に彼らの目的を阻止しようとするが、キール・シリンガーからは別の重大な特命を与えられていた。好色で残忍な性格。今でもソフィアに執心している。
イルマ・小蘭・李（イルマ・シャオラン・リー）
ジェイソン・李とソフィア・テオドレスの娘。戦闘能力に長けているが、銃器を一切用いずに、日本刀のみで戦闘を行う。やはりソフィアに捨てられており、ソフィアとの再会に執念を燃やす。ジェイソンからは「お蘭」と呼ばれている。
レオン・トレット
未成年者誘拐グループのリーダー。エリヤに雇われ、ジョナサン・ファインマン誘拐を実行しようとする。
ミゲル・クエルダ
ジナの恋人。ボゴタへ出稼ぎにきたジナの通学の運転手であったが、とある騒動からジナを救った際に彼女と親密になり、ジナの手を借りて視力障害の妹の治療費をカルテルの資金から掠め取った。自身はバラード邸の穀物倉庫に潜伏していたが、結局見つかって殺害された。

## 用語
クロージャー・ウイルス
“閉鎖系”ウイルス。免疫系を過剰暴走させ、細胞の代謝活動に必要なありとあらゆる物質の摂取、老廃物の排出を遮断することによって、身体の組織が大理石のように硬質化し、代謝不能になった内臓や脳が壊死して液状化する。それらを膿のように体中から吹き出しつつ、やがて死に至る。いわば肉体に発生する「見える自閉症」。世界の人口の15%がこの病で死亡した。ウイルスによって壊滅した都市が世界各地に点在しており、それらは「サクリファイス・タウン」と呼ばれる。
2060年にアフリカで発見され、10年足らずで全世界に拡散し、「ペスト以来の大惨事」に至った。生まれつき抗体を持った人類も少ないながら存在したものの、彼らがもたらした抗体も次々に変種するウイルスを食い止めるには至らなかった。しかし、壊死した組織に取って代わるためのサイボーグ技術が飛躍的に向上し、劇中ではサイボーグは珍しいものではなくなっている。初期には「クローサー・ウイルス」と表記されていた。
ディスクロージャー・ウイルス
“暴露系”ウイルス。クロージャー・ウイルスの変種。
クロージャー・ウイルスがほぼ沈静化したかに思われた2112年頃から急激に猛威をふるい始める。体組織が壊死して液状化するまでは同じであるが、体外に流出した組織が液状化と結晶化を繰り返しつつ周囲部へと広がっていき、有機物と無機物を区別せずに無尽蔵に取り込んでいく。やがてコロイドと呼ばれる領域を形成し、果てしなく広がったそれらが世界中の主要都市を覆い尽くしてしまった。
コロイド
本来の意味はコロイドの項を参照。ここではディスクロージャーウイルスによって形成された結晶の領域を指す。東京、ロサンゼルス、アリススプリング（豪州）、ベルリン、ニューデリー、アスンシオン、クアラルンプールなど、多くの大都市を埋没させた。コロイドの拡大が再び世界的な脅威と認識されつつある一方で、「ディスクロージャーウイルスによって死亡したはずの肉親が枕元に立った」、「自ら進んでコロイドの中に取り込まれようとする集団が現れた」などという奇妙な報告がされるようになる。拡大を続けるコロイドは、更に奇妙な振る舞いを見せるようになる。
マーヤはコロイドのことを「世界の残酷さに耐えられず、神さえ信じることの出来ない人達のためのもの」と言っている。
グノーシス主義
本来の意味はグノーシス主義の項を参照。原父連邦のもととなった思想であるが、元来はユダヤ・キリスト・イスラムなど一神教へのカウンターテーゼ的な思想集団の総称である。アイオーン、グノーシアなど、原父連邦中ではこのグノーシス主義に関連する用語が度々用いられている。
アイオーン
本来の意味はアイオーンの項を参照。原父正規軍の名称であると共に、同時にその存在が極秘となっている人の形をした生物兵器の名称でもある。後者はクロージャー・ウイルス研究の副産物として生み出されたナノテク・マシン有機合成のサイボーグ・ウイルス（TH34型）に感染させたヒトE.S.細胞より生み出された。交配を必要とせず、閉ざされた個体内で遺伝子情報のリニューアルを行うことができるため、寿命や老化という概念が存在しない。原父連邦内で極秘に量産されており、驚異的な身体能力と頭の一部を吹き飛ばされても死なないほどの生命力を持ち、また働き蟻のように自我が存在せず いかなる命令に対しても残虐に遂行する。その反面 知能が低く、ひとたび作戦区域に解き放たれれば友軍信号を発しない民間人を見境無く攻撃し、また銃器の扱いもままならない。
ウィグルにおけるマリハン・イサクらの武装蜂起において、現地投入されたアイオーン部隊の戦闘映像がノマドによって全世界に暴露され、これがキール・シリンガー原父連邦議長の失脚に繋がった。
エスニック・クレンジング
「民族浄化」の意。1991年のスロベニア独立から始まったユーゴ紛争（現セルビア共和国）でクローズ・アップされた言葉。本来は特定の民族同士の怨嗟から生まれる、虐殺（民族の抹消）を指す言葉ではあるが、作中ではさらに広義に紹介され、「武力型」「開発型」「統治便宜型」「移民の入植型」の4つがあると紹介される。9・11事件以降に知られるようになった『文明の衝突』という言葉と共に本作の重大なテーマとなっている。
作中ではグルジアで起こったアゼルバイジャン系少数民族への弾圧、中国ウィグル自治区での中国政府によるウィグル族への文化破壊、南米やアフリカにおける反政府ゲリラによる村落の襲撃・略奪などが登場する。
量子コンピュータ
量子コンピュータの項を参照。量子のコヒーレント（重ね合わせ）状態を利用した演算システムを持つコンピュータの総称。現在の電子を用いた第3世代コンピュータでは実現できないような、演算処理の並列性を実現する。プロジェクト・プレーローマによって生み出されたプログラム「マーヤ」は、この量子コンピュータでしか起動することができない。
マーヤ
プロジェクト・プレーローマの要。男性体。「マーヤー」と表記されることもある。元は2対で1体という染色体を模したプログラム・モジュールをコンピュータ内で起動することによってメモリ内で成長を開始するボトムアップ式（自己成長型）人格プログラムであり、この概念は人工生命に類似している。人間の脳が組織するニューラル・ネットワークが生み出す情報処理のファジー性を量子確率論によって再現するため、このプログラムは量子コンピュータでしか起動することができない。このプログラムの基礎理論は、原父連邦の成立前にプレーローマ計画のメンバーであったロバート・ジンマーマン博士によって書き上げられ、そしてその直後に彼は自殺した。
この基礎理論が完成した後、人工人格としての「マーヤ」は原父連邦内で極秘裏に「育成」され続ける。その成長のためにカルテルが原父連邦と一時的に協力していた時期があり、カルテル側からニッコー・オブライエンが派遣されていた。オーストラリアのウィルヘイム社によってこの人格は少年にまで成長したところで、カイル・テオドレスによってこれが盗み出され、紆余曲折の後にノマドはこのデータの入手に成功した。その際、ソフィア・テオドレスの脳内にコピーされたマーヤのデータ自身が、「人間のシナプスに接続されるために造り出された」と自らの目的を語った。ちなみに、この頃からマーヤは必ずしも量子コンピュータ上での起動を必要としなくなっていたようである。
原父連邦によって作り出された肉体を得たマーヤは、プロジェクト・プレーローマの真の目的のために行動を開始する。それは、クロージャーウイルスによって人類の心と魂を含めた地球上のありとあらゆる情報をストックし、“新しい宇宙”へと解き放つこと。彼の意のままに再び猛威をふるい始めたクロージャーウイルスは、多くの戦争・紛争の中で絶望しつつある人々の心を内包しながら、魂の救済の名の下に、世界各地をコロイドで埋め尽くしていく。一方で、ノマドにコピーされた方のデータは、同じくペルーのルミナス社（ウィルヘイム社の退職者が創設）によって育成され、女性の肉体を得ることで、マーヤと対を成す女性体となった。彼女はレティア・アレテイアと自らを名付け、その目的を「マーヤの世界救済から取り残された者達を救うこと」と語った。
プレーローマ計画
原父連邦内の極秘プロジェクト。この計画自体は、原父連邦はおろか、原父が成立するよりも前から存在し、初期のメンバーはグノーシス主義の信奉者で構成され、その中にはエリヤの祖父に当たるクリス・バラードも含まれていたようである。その目的は不明だが、クロージャーウイルスの蔓延とサイボーグ技術の発達がこの計画と無関係ではないらしいことに加え、ES細胞、量子コンピュータ、ナノ・テクノロジーといったあらゆる先端技術の専門家が参画していたようである。いずれにせよ、少なくとも初期には何らかの崇高な目的のために進行していたはずのこの計画は、いつの頃からか生物兵器アイオーンや暗殺用ナノマシンの製造（スペイド・ワーク計画）という、モラルを度外視したプロジェクトへとその性格を変容させていった。
スペイド・ワーク計画
プレーローマ計画から派生した原父連邦内の極秘プロジェクト。プレローマの三博士であったジョナサン・ファインマンが開発した医療用ナノマシン「レオ」の技術を悪用し、世界中の要人を暗殺するためのナノマシンを開発、運用することを目的とする。この計画は原父連邦情報部長のリズ・デミリや、原父連邦議長のキール・シリンガーが指揮を執っていた。この開発に携わっていたのが、オーストラリアのウィルヘイム社であり、現場で指揮を執っていたのが原父連邦豪州海軍を退役したリチャード・エルドリッチ少佐だった。この開発成果であるナノマシンが、エリヤの妹のマナの体内にも埋め込まれていた。

## 年表
- 2060年 南アフリカで最初のクロージャー・ウイルス発見。
- 2066年 WHOが世界に非常事態宣言発令。
- 2069年 アメリカ領ヴァージン諸島の研究施設でバイオスフィア（隔離生態系）実験中のチームが外界との接触を断つ。
- 2070年 研究施設にて、エンノイア・バラード誕生。ハナ・メイオール誕生。
- 2075年 クリス・バラードが研究所を立つ。ケルビム暴走、バイオスフィア施設を破壊。施設はクロージャーウイルスに汚染される。モーリス・レイン、エンノイア、ハナを残し、研究所は全滅。
- 2086年 世界人口15%減（WHO発表）。
  - 原父が国連を制圧、原父連邦樹立を宣言。同日、研究所に襲来した原父連邦軍をエンノイアがケルビムで撃退。クリス・バラード、モーリス・レイン死亡。
  - エンノイアとハナ、島を脱出、パナマ湾で他の難民と合流し世界がまだ終わっていなかったことを知る。
- 2087年 エンノイアとハナ、カヤオ港（ペルー領）に難民として受け入れられる。以後、ここを拠点として巨大麻薬カルテルを急成長させていく。
- 2093年 エリヤ・バラード誕生。
- 2096年 マナ・バラード誕生。
- 2101年 エンノイア、ペルーの麻薬組織をトニー・アイモアに一任し、家族を連れてコロンビアのボゴタへ。原父連邦と接触、プロジェクト・プレーローマへの協力を持ちかける。ニッコー・オブライエンを派遣。
- 2107年 謎のテロにより、ジナ・バラード爆死。
- 2108年 カイル・テオドレスらが原父連邦よりプログラム・マーヤを奪取するも、脱出に失敗、全滅。
  - コロンビアの原父連邦加盟が決定。ハナ・バラード、マナ・バラードがコロンビア脱出を謀るも、原父連邦に拉致される。エリヤは辛うじて脱出。
  - エリヤ、マーヤのデータを偶然に入手、コピー。ノマド、マーヤを回収。エリヤ、ノマドの助けを借り、原父連邦軍との山岳戦の末にコロンビアからペルーへ越境。
  - ペルーのリマにおけるカルテルと原父連邦の取引が頓挫。カルテルがリマ空港にて、ノマドと共にハナ・メイオールらの奪還を謀る。ハナを奪還に成功するも重傷、半身不随。マナは奪還に失敗。
  - リマにて、カルテルが対立組織と抗争。ヘレナが重傷を負う。対立組織の幹部だったペドロ・オクタビオが死亡。
- 2112年 ディスクロージャー・ウイルスの発見。世界の主要都市がコロイドに沈む。
  - 中国新疆ウイグル自治区でマリハン・イサクらによるテロ勃発。突入したアイオーンの映像が世界へ暴露される。キール・シリンガー原父連邦議長、失脚。
  - ペルーの原父連邦加盟が決定。
  - カルテルがマナ・バラードの居場所を特定。エリヤ、オーストラリアへ。プロジェクト・スペイドワークを追うペルー警察ミリアム・アローナと共にマナ・バラード奪還作戦を開始。
  - 英ロンドン通信がスペイドワーク計画をスクープ。
  - カンテ・アゼベド原父連邦議長がカルテルとノマドによって拉致される。
  - マナ・バラード奪還作戦失敗。マナ死亡。原父連邦リズ・デミリ情報部長死亡。ソフィア・テオドレスが原父連邦に捕まる。ソフィア、キール・シリンガーと再会。
- 2114年 世界規模の大災害発生。多くの人類が自らの意志でコロイドへ入る現象が続出。
  - 原父連邦、地球連邦政府へと移行。